# Aleksander Kozikowski
Aleksander Kozikowski (ur. 2 czerwca 1879 w Fitowie, zm. 14 lipca 1956 w Poznaniu) – polski biolog, pszczelarz, entomolog i pedagog.

## Życiorys
Karierę naukową rozpoczął w 1907 jako adiunkt w Krajowej Wyższej Szkole Gospodarstwa Lasowego we Lwowie. Profesorem nadzwyczajnym został w 1922. W tym samym roku dostał nominację na kierownika Katedry Ochrony Lasu i Entomologii Lasowej Politechniki Lwowskiej. Od 1930 profesor zwyczajny. Od 1924 był członkiem Komisji Fizjograficznej, a od 1926 także Komisji Geograficznej Polskiej Akademii Umiejętności. II wojnę światową spędził we Lwowie, dorywczo pełniąc rolę wykładowcy na swojej katedrze. W końcu 1945 opuścił Lwów i przeniósł się do Poznania, gdzie objął kierownictwo Katedry Ochrony Lasu na Uniwersytecie Poznańskim (katedrę tę zorganizował od podstaw, założył też pasiekę doświadczalną). Po wojnie wydał trzynaście publikacji naukowych, trzy podręczniki i po dwa skrypty i recenzje. Był długoletnim prezesem Polskiego Związku Pszczelarskiego. Od 1928 członek Wydziału Matematyczno-Przyrodniczego Towarzystwa Naukowego we Lwowie. Był pierwszym wiceprezesem Polskiego Towarzystwa Leśnego we Lwowie oraz długoletnim prezesem Polskiego Towarzystwa Entomologicznego. Po wojnie był też członkiem Poznańskiego Towarzystwa Przyjaciół Nauk. Jego zainteresowania skupiały się głównie na entomologii leśnej, ochronie lasu i pszczelarstwie. Był pionierem, jeśli chodzi o zagadnienie wykorzystania nietoperzy do walki ze szkodnikami biologicznymi lasów. Brał udział w licznych zjazdach naukowych (geograficznych, etnograficznych, leśnych i entomologicznych) na których reprezentował naukę polską.

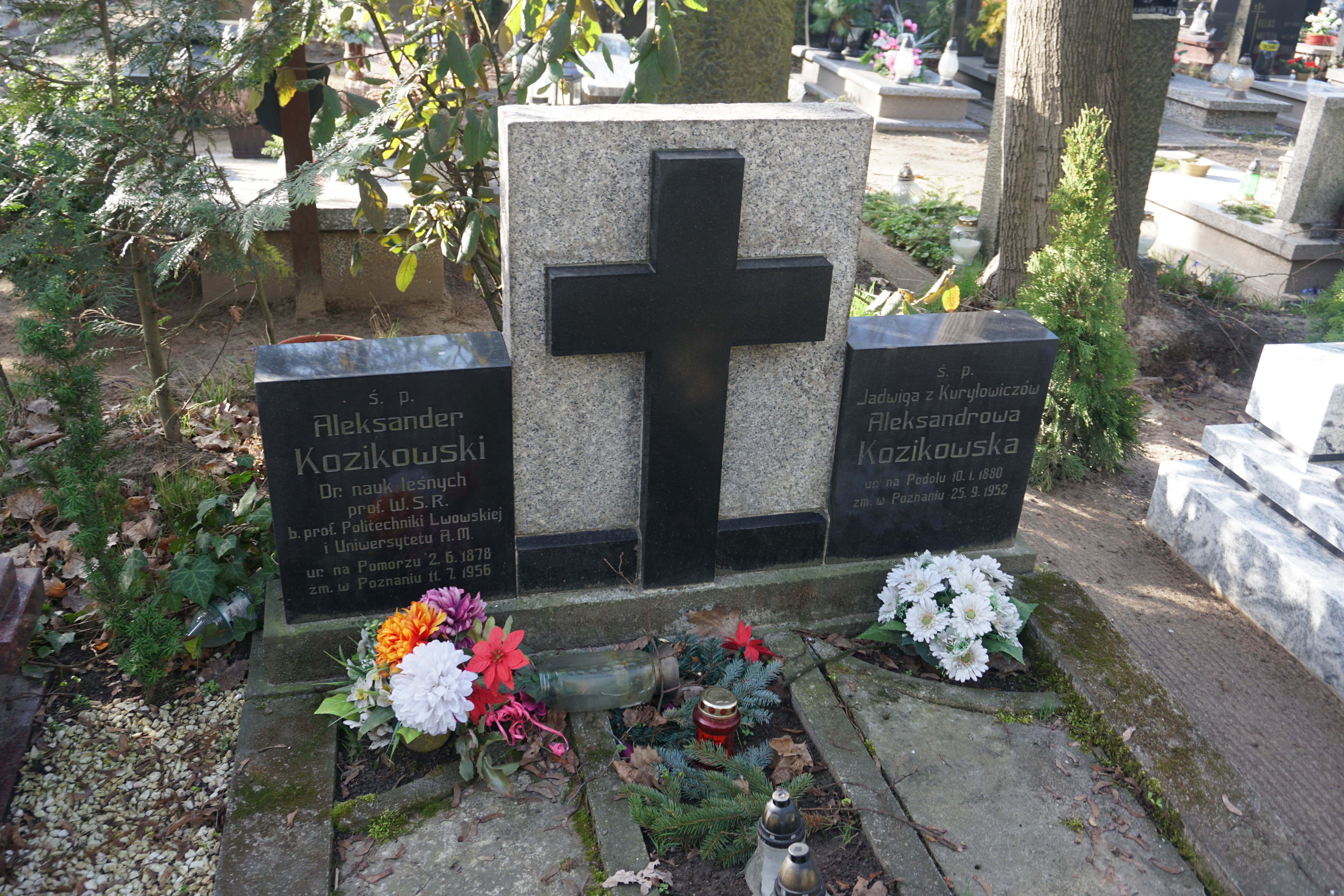
Grób prof. Aleksandra Kozikowskiego na cmentarzu Sołackim (kw. św. Barbary-rząd 25-grób 9)